# رون دوغواي
رون دوغواي هو لاعب هوكي الجليد كندي، ولد في 6 يوليو 1957 في غريتر سودبوري في كندا.

## وصلات خارجية
- رون دوغواي على موقع دوري الهوكي الوطني (الإنجليزية)
- رون دوغواي على موقع قاعة مشاهير الهوكي (لاعب أن.إتش.أل) (الإنجليزية)
- رون دوغواي على موقع EliteProspects.com (الإنجليزية)
- رون دوغواي على موقع HockeyDB.com (الإنجليزية)
- رون دوغواي على موقع Hockey-Reference.com (الإنجليزية)